# Condado de Carrick
El Condado de Carrick es un título nobiliario que ha sido creado en varias ocasiones en la nobleza de Escocia y una vez en la nobleza de Irlanda.
En Escocia, la primera creación se remonta hacia 1186, cuando Duncan de Galloway se convirtió en Conde de Carrick. La mayoría de las tierras del Condado están en Ayrshire.
La nieta de Duncan, Margaret, que posteriormente llevaría el título, se casó con Robert de Bruce, que después sería el sexto Señor de Annandale. Su hijo, también llamado Robert y conocido como "Robert the Bruce", gobernaría Escocia como el Rey Roberto I de Escocia haciendo que el condado se uniera a la corona. Posteriormente, sucesivos reyes de Escocia volvieron a crear el condado en varias ocasiones pero lo hicieron no heredable, especificando que el título volvería a la corona con la muerte de su posesor. Así varias creaciones terminaron con la vuelta a la corona o la conversión del posesor en rey. 
En 1469, el parlamento escocés aprobó un acta declarando que el hijo mayor del rey y heredero al trono ostentaría el título junto con el título de Duque de Rothesay. Después de la unión de las coronas de Escocia e Inglaterra, tanto el ducado como el condado pasaron al hijo mayor y heredero de los reyes de Inglaterra y Escocia, posteriormente reyes de Gran Bretaña y finalmente reyes del Reino Unido, siendo similares al título de Duque de Cornualles.
En 1628, Jacobo I de Inglaterra creó el Condado de "Carrick en Orkney" para John Stuart pero el título se extinguió con su muerte.
El Rey Jorge II de Gran Bretaña creó el condado irlandés en 1748 para Somerset Butler. El conde también ostentaba el título irlandés de Vizconde Ikerrin, en el Condado de Tipperary (creado en 1629), y Baron Butler de Mount Juliet, en el Condado de Kilkenny (1748).

## Condes de Carrick, primera creación (aprox. 1186)
- Donnchadh, I conde de Carrick (1250)
- Niall, II conde de Carrick (1256)
- Marjorie de Carrick, III condesa de Carrick (1292)
- Roberto I de Escocia (1274-1329)

## Condes de Carrick, segunda creación (c. 1314)
- Edward Bruce (muerto en 1318)

## Condes de Carrick, tercera creación (1328)
- David II de Escocia (1324-1371)

## Condes de Carrick, cuarta creación (c. 1330)
- Alexander de Bruce (muerto en 1333)

## Condes de Carrick, quinta creación (c. 1361)
- William de Cunynghame (muerto en 1364)

## Condes de Carrick, sexta creación (1368)
- Roberto III de Escocia (hacia 1337-1406)

## Condes de Carrick, séptima creación (1390)
- David Estuardo, duque de Rothesay (1378-1402)

## Condes de Carrick, octava creación (1406)
- James Stuart, Duque de Rothesay (1394-1437) (se convirtió en el rey Jacobo I de Escocia)

## Condes de Carrick en Orkney, novena creación (1628)
- John Stewart, I conde de Carrick (muerto en 1652)

## Condes de Carrick, décima creación (nobleza irlandesa) (1748)
- Somerset Hamilton Butler, primer Conde de Carrick  (1719-1774)
- Henry Thomas Butler, segundo Conde de Carrick  (1746-1813)
- Somerset Richard Butler, tercer Conde de Carrick  (1779-1838)
- Henry Thomas Butler, cuarto Conde de Carrick  (1834-1846)
- Somerset Arthur Butler, quinto Conde de Carrick  (1835-1901)
- Charles Henry Somerset Butler, sexto Conde de Carrick  (1851-1909)
- Charles Ernest Alfred French Somerset Butler, séptimo Conde de Carrick  (1873-1931)
- Theobald Walter Somerset Henry Butler, octavo Conde de Carrick  (1903-1957)
- Brian Stuart Theobald Somerset Caher Butler, noveno Conde de Carrick  (1931-1992)
- David James Theobald Somerset Butler, décimo Conde de Carrick (1953)